# Gare de Creutzwald
La gare de Creutzwald est une gare ferroviaire de la ligne de Haguenau à Hargarten - Falck. Elle est située sur le territoire de la commune de Creutzwald, dans le département de Moselle, région Grand Est en France.
Elle est fermée au service des voyageurs en 1971.

## Situation ferroviaire
Établie à 231 mètres d'altitude, la gare de Creutzwald est située au point kilométrique (PK) 121,280 de la ligne de Haguenau à Hargarten - Falck, entre les gares de Carling (fermée) et de Hargarten - Falck (ouverte uniquement aux marchandises).

## Histoire
En 1871, Creutzwald n'a pas encore d'infrastructure ferroviaire lorsque sa situation géographique la situe dans le territoire annexé par l'Empire allemand. La Direction générale impériale des chemins de fer d'Alsace-Lorraine (EL), créée pour gérer les infrastructures ferroviaires de ces territoires montre, en 1876, un nouvel intérêt au projet de prolongement de la ligne de Carling à Thionville. Le 8 mai 1878, le projet d'une nouvelle section de Carling à Hargarten-aux-Mines est officialisé par un décret qui prend en compte les conclusions des études françaises. La ligne comporte deux voies et dessert uniquement le village de Creutzwald-la-Croix avec néanmoins de nombreux embranchements vers des mines de charbon.
La section et la gare sont inaugurées le 1er mai 1882.
Elle est fermée au voyageurs en 1971.

## Projet de réouverture au voyageurs
(avril 2020).
Plusieurs études prônent la remise en service d'un service voyageurs : une étude de la région Grand Est (réouverture de la ligne Thionville – Béning), une autre étude de l'Eurodistrict SaarMoselle (réouverture de la section de ligne entre Creutzwald et Überherrn), et une dernière étude du Land de Sarre (réouverture de la ligne Überherrn à Völklingen — S-Bahn de la Sarre, pour mettre en place deux lignes : Thionville – Bouzonville – Creutzwald – Béning, voire Forbach, et Creutzwald – Überherrn – Völklingen – Saarbrücken).